# Thomas Elyot

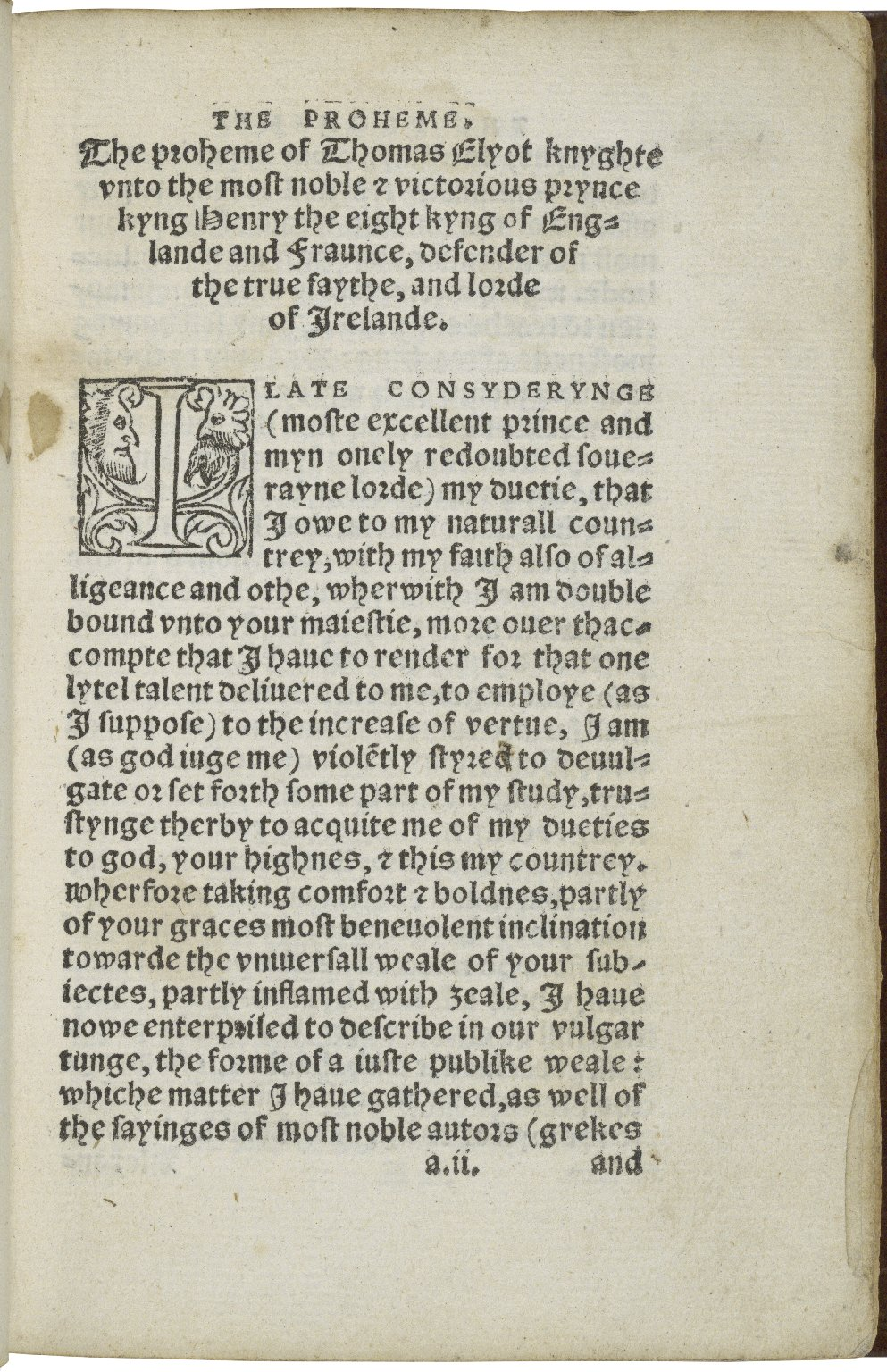
The boke named the Gouervnour, deuysed by syr Thomas Elyot knight, página inicial de la edición de 1537.

Thomas Elyot, (c. 1490 — 1546) fue un lexicógrafo, escritor y diplomático inglés.
De noble familia del condado de Suffolk, estudió en Oxford. Fue miembro del Consejo Privado de Enrique VIII de Inglaterra, desde 1523 a 1530, y nombrado caballero en 1530.
Fue muy celebrada su obra Boke named the Gouvernour, publicada en 1531, que muestra, de un lado la influencia de El Cortesano de Baltasar de Castiglione, y, de otro, la de los clásicos, Platón, en particular. Se ubica dentro del conjunto de obras del Humanismo renacentista, que muestran interés por la educación, siendo, a la vez, una importante muestra de la evolución de la prosa en lengua inglesa. A este libro, debió Elyot su nombramiento como embajador ante Carlos V.
De igual importancia se considera su Diccionario latín-inglés, publicado en 1538, que sería el fundamento del trabajo de futuros lexicógrafos ingleses. Otras obras de Elyot incluyen Castel of Helth,  de hacia 1536, tratado médico, y The Image of Governance, de 1540, imitación del Libro Áureo de Antonio de Guevara, tanto en el aspecto formal como en el del contenido; se afirma que la obra es un manuscrito griego encontrado en Nápoles, perteneciente a Encolpio, secretario del emperador romano Alejandro Severo, que Elyot habría trasladado al inglés. También Elyot fue notable traductor de obras de Isócrates, Plutarco o San Cipriano. 